# Liberalisierung des Messwesens
Unter Liberalisierung des Messwesens versteht man den Prozess der Änderungen der gesetzlichen Rahmenbedingungen für Messeinrichtungen in der Energiewirtschaft (z. B. Stromzähler, Gaszähler). Ziel der Liberalisierung ist es, einen freien Markt für diese Dienstleistung zu schaffen, der zu sinkenden Messentgelten für den Kunden führt.
Die erste rechtliche Grundlage wurde durch § 21b Energiewirtschaftsgesetz vom 7. Juli 2005 geschaffen. Auf Wunsch des Anschlussnehmers konnten Messeinrichtungen von unabhängigen, dritten Messstellenbetreibern eingebaut und betrieben werden. Vorher konnten Dritte nur durch den ortsansässigen Netzbetreiber beauftragt werden.
Mit dem Gesetz zur Öffnung des Messwesens bei Strom und Gas für Wettbewerb vom 29. August 2008 (BGBl. I S. 1790) wurde der § 21b Energiewirtschaftsgesetz dahingehend geändert, dass nunmehr der Anschlussnutzer (Mieter), nicht mehr der Anschlussnehmer (Eigentümer) das Wahlrecht zur Beauftragung eines dritten Messdienstleisters innehat. Ab dem 1. Januar 2010 besteht die Pflicht, bei Neubauten und Modernisierungen sogn. intelligente Stromzähler einzubauen.
Mit der inzwischen aufgehobenen Verordnung über Rahmenbedingungen für den Messstellenbetrieb und die Messung im Bereich der leitungsgebundenen Elektrizitäts- und Gasversorgung (Messzugangsverordnung – MessZV) vom 17. Oktober 2008 (BGBl. I S. 2006) hatte die Bundesregierung von der Ermächtigung des § 21 b Abs. 4 EnWG Gebrauch gemacht, den Fremdbetrieb von Messstellen näher zu regeln: Der Messstellenbetreiber hatte mit dem Stromnetzbetreiber einen Messstellenbetreibervertrag zu schließen, in welchem u. a. Folgendes zu regeln ist:
- Beschreibung der Prozesse beim Zählerwechsel (z. B. Fristen, Inbetriebnahme usw.)
- Anforderungen an den Messstellenbetreiber (z. B. Anmeldung beim Eichamt; Beherrschung der Technologie der Arbeit unter Spannung bei der Zählermontage)
- technische Anforderungen an die Messeinrichtung

Seit 2016 ist die Materie im Messstellenbetriebsgesetz geregelt.
Für den Betrieb der Messeinrichtung erhält der Messstellenbetreiber ein Messentgelt. Dieses kann er entweder direkt vom Kunden oder, wenn so vereinbart, von dessen Energielieferanten erheben. Die Zahlung des Messentgeltes an den Netzbetreiber entfällt bei Beauftragung eines Messstellenbetreibers.